# Мантовани, Аннунцио Паоло
Аннунцио Паоло Мантовани (род. 15 ноября 1905, Венеции, Италия — 29 марта 1980; известный как Мантовани) — англо-итальянский дирижёр, композитор, артист в жанре классической музыки с каскадными струнными музыкальными инструментами. В книге «British Hit Singles & Albums» говорится, что его альбом был «самым успешным Британии до Beatles ‹...› впервые было продано более миллиона стерео альбомов и шесть альбомов одновременно находилось в списке лучших 30 альбомов в США в 1959 году».

## Биография
Мантовани родился 15 ноября 1905 года в Венеции, Италия, в музыкальной семье. Его отец — Бисмарк, служил концертмейстером оркестра оперного театра «Ла Скала» в Милане под управлением Артуро Тосканини. Семья переехала в Англию в 1912 году, где юный Аннунцио учился в Тринити-колледже музыки в Лондоне. После окончания колледжа создал свой собственный оркестр, который играл в Бирмингеме и его окрестностях. В 1934 году он женился на Уинифред Моссимея.
У них родились двое детей: Кеннет (род. 12 июля 1935 года) и Паула Ирен (род. 11 апреля 1939 года). К моменту начала Второй мировой войны его оркестр был одним из самых популярных британских танцевальных музыкальных групп, как в радиопередачах BBC, так и на живых выступлениях.
Он также был музыкальным руководителем большого количества мюзиклов и пьес, включая «Тихий океан» Ноэля Ковара и музыкальную постановку Вивиана Эллиса Дж. Б. Фаган «И так спать». После войны он отдал предпочтение записи и, в конце концов, вообще отказался от живых выступлений. Он работал с аранжировщиком и композитором Рональдом «Ронни» Бингом, который разработал эффект каскадных струн. Его записи регулярно использовались для демонстрационных целей в магазинах, торгующих стереофоническим оборудованием hi-fi, так как они были изготовлены для стереофонического воспроизведения. Мантовани стал первым человеком, который продал миллион стереофонических записей. В 1952 году Мантовани отказался от услуг Бинге, однако отличительный звук оркестра остался.
Мантовани работал исключительно для лейблов Decca и London Records, который являлся американским подразделением Decca Record Company. На этом лейбле он записал более 50 альбомов, многие из которых вошли в топ 40. Его синглы включали «Песню из Мулен Руж», которая достигла первого места в британском чарте синглов в 1953 году, «Кара Мия» (с Мантовани и его оркестром, совместно с Дэвидом Уитфилдом) - в 1954 году; «Вокруг света» - в 1957 году; и «Основная тема из Exodus (Ari’s Theme)» в 1960 году. В Соединенных Штатах, в период между 1955 и 1972 годами, он выпустил более 40 альбомов, из которых 27 альбомов вошли в список 40 лучших альбомов, а 11 альбомов входили в десятку лучших альбомов. Его самый большой успех пришел с альбомом "Film Encores", который стал номером один в 1957 году.
Точно так же, альбом "Mantovani Plays Music from Exodus and Other Great Themes" попал в список лучших 10 альбомов в 1961 году, который имел коммерческий успех, продаваясь в количестве более миллиона экземпляров.
Мантовани снялся в самоспродюссированом телесериале «Мантовани», который был снят в Англии и позже показан в Соединенных Штатах в 1959 году. Мантовани сделал свои последние записи в середине 1970-х годов.

## Музыкальный стиль и влияние
Техника каскадных струн, разработанная Бинги, стала отличительной чертой Мантовани в таких хитах, как «Charmaine». Бинг разработал эту технику, чтобы повторить эхо, полученное какое бывает в соборах, и он достиг своей цели.
Автор Джозеф Ланца описывает струнные аранжировки Мантовани как наиболее «богатые и сытые» из появляющегося стиля легкой классической музыки в начале 1950-х годов. Он заявил, что Мантовани был лидером в использовании новых студийных технологий для «создания звуковых записей с бесчисленными струнами», и что «устойчивый гул реверберированных скрипок Мантовани создавал звуковой испаритель, предвещающий синтезаторные гармоники космической музыки». Его стиль выжил благодаря постоянно меняющемуся разнообразию музыкальных стилей, что побудило Variety назвать его «величайшим музыкальным феноменом двадцатого века».
С 1961 по 1971 год Дэвид МакКаллум-старший был руководителем оркестра Мантовани. В это время его сын Дэвид МакКаллум-младший был в расцвете своей славы, что побудило Мантовани представить своего лидера зрителям с насмешкой: «Мы можем позволить себе отца, но не сына!»
Мантовани упоминается по имени в песне The Kinks «Принц Панков». Он также оказал большое влияние на Брайана Мэя, гитариста Queen.
При жизни Мантовани не всегда пользовался уважением со стороны своих коллег-музыкантов. Когда Джордж Мартин впервые предложил наложить запись «Yesterday» Пола Маккартни на струны, первоначальная реакция Маккартни, по словам Мартина, заключалась в том, что он не хотел, чтобы звучание было как у Мантовани. Поэтому Мартин использовал более классический звук, используя струнный квартет.

## Посмертные издания
Большая часть его каталога записей была переиздана на CD. Существует большое количество сборников. Доступно большое количество компакт-дисков с несанкционированными записями, объявленными как Mantovani или Mantovani Orchestra, например, диск под названием «The Mantovani Orchestra», выпущенный в 1997 году, содержал трек из мюзикла Эндрю Ллойда Уэббера 1980-х годов «Кошки», в котором имелась посмертная аранжировка Мантовани. Также были выпущены компакт-диски под названием Mantovani записей, сделанных другими композиторами, в то время как Мантовани был еще жив.
После смерти Мантовани в 1980 году, семья Мантовани разрешает проведение многочисленных концертов по всему миру и записи с использованием оригинальных и вновь заказанных аранжировок.

## Смерть
Он скончался в доме престарелых в Ройал-Танбридж-Уэлс в Кенте. Тело было кремировано, а похороны состоялись на кладбище  Кента и Сассекса 8 апреля 1980 года.